# Nazionale maschile di calcio della Russia
La nazionale di calcio della Russia (in russo Сборная России по футболу?, Sbornaja Rossii po futbolu) è la rappresentativa calcistica della Russia ed è posta sotto l'egida della Rossijskij Futbol'nyj Sojuz.
Nonostante sia la FIFA che l'UEFA considerano la nazionale russa come unica erede di quella sovietica, essa non viene però considerata erede del palmarès della nazionale dell'Unione Sovietica, e, dunque, non può fregiarsi dei trofei ottenuti da quest'ultima (un campionato europeo e due ori olimpici).
Ha partecipato a quattro fasi finali del campionato mondiale (1994, 2002, 2014 e 2018, in qualità di paese ospitante), dove ha ottenuto quale miglior risultato i quarti di finale nell'edizione casalinga del 2018, e a sei fasi finali del campionato europeo (1996, 2004, 2008, 2012, 2016, 2020), competizione in cui ha raggiunto la semifinale nel 2008. Ha partecipato, come nazione ospitante, alla Confederations Cup 2017, dove è stata eliminata al primo turno.
Nella classifica mondiale della FIFA, istituita nell'agosto 1993, la Russia ha ottenuto come miglior piazzamento il 3º posto di aprile 1996, mentre il peggior piazzamento è stato il 70º posto di giugno 2018. Occupa il 35º posto della graduatoria.

## Storia

### Nazionale imperiale
La prima rappresentativa russa fu quella dell'antico Impero russo, che esordì in modo ufficioso nell'ottobre 1910 contro la Boemia vincendo per 5-4 e, dopo la fondazione, nel gennaio 1912, dell'Unione Calcistica Panrussa, in modo ufficiale alle Olimpiadi di Stoccolma del 1912 contro la Finlandia, perdendo per 2-1.
Quella rappresentativa non brillò particolarmente in campo europeo: nei pochi anni in cui calcò i campi di calcio incassò il proprio peggiore passivo di sempre, perdendo per 16-0 contro la Germania il 1º luglio 1912 a Stoccolma, in un'altra gara valevole per le Olimpiadi.
Lo scoppio della prima guerra mondiale frenò lo sviluppo della selezione dell'Impero russo. Nella primavera del 1915 erano in programma alcuni incontri con le nazionali di Germania e Francia, ma le partite furono annullate a causa del conflitto, durante il quale furono arruolati o perirono svariati calciatori russi. Dopo la Rivoluzione russa del 1917 la squadra scomparve anche a causa della fuga di molti giocatori dal paese. La selezione venne sostituita dall'Unione Sovietica, che fu costituita nell'agosto 1923 e fu riconosciuta dalla FIFA come squadra succeditrice della rappresentativa dell'Impero russo.

### Nazionale sovietica
Nel periodo di esistenza dell'Unione Sovietica non esistevano le attuali nazionali delle repubbliche che ne facevano parte e che oggi sono indipendenti, tanto meno una nazionale russa, per cui dal 1923 al 1991 i calciatori russi confluivano pertanto nella nazionale sovietica. La rappresentativa sovietica vinse un campionato europeo (1960) e giunse per tre volte seconda nel torneo (1964, 1972, 1988). Nelle competizioni olimpiche vinse due ori (1956, 1988) e tre bronzi (1972, 1976, 1980). Il miglior posizionamento ai mondiali di calcio fu il quarto posto ottenuto nel 1966.

### Nazionale russa

#### Anni 1990
La nazionale russa nacque nel 1992 dopo lo smembramento dell'URSS e, conseguentemente, la scomparsa della nazionale di calcio dell'Unione Sovietica. Nel corso di quell'anno in sostituzione della nazionale sovietica giocò la nazionale Comunità degli Stati Indipendenti, rappresentativa della Comunità degli Stati Indipendenti e presente con questa dicitura agli Europei 1992.
L'esordio internazionale della Russia, allenata dal CT Pavel Sadyrin, avvenne il 16 agosto 1992 a Mosca contro il Messico. La partita finì 2-0 per i padroni di casa, che presentarono una formazione composta da ex giocatori della nazionale sovietica, provenienti però in larga parte anche dalle altre repubbliche (casi eclatanti furono Viktor Onopko ed Andrej Kančel'skis): a molti calciatori, infatti, fu proposto di scegliere dopo lo scioglimento dell'URSS se adottare la cittadinanza russa o quella del paese di nascita.
La Russia si qualificò per il campionato del mondo 1994 grazie al secondo posto ottenuto in un girone con Grecia, Islanda, Ungheria e Lussemburgo in cui ottenne 5 vittorie, 2 pareggi e una sconfitta in otto partite. Della nazionale facevano parte Stanislav Čerčesov, Aleksandr Borodjuk, Viktor Onopko, Oleg Salenko, Aleksandr Mostovoj, Vladimir Besčastnych e Valerij Karpin; alcuni di questi calciatori avrebbero potuto giocare per l'Ucraina, ma la federcalcio ucraina non ottenne dalla FIFA il riconoscimento in tempo utile per far competere la sua nazionale nelle qualificazioni a USA '94.
Negli Stati Uniti la Russia fu inserita nel gruppo B con Camerun, Svezia e Brasile. Battuta dal Brasile per 2-0 nel primo incontro, perse anche la gara contro la Svezia per 3-1. Già eliminata, sconfisse nettamente il Camerun per 6-1 in una partita che vide come protagonista Oleg Salenko, autore di cinque gol, primato in una singola partita di campionato del mondo.

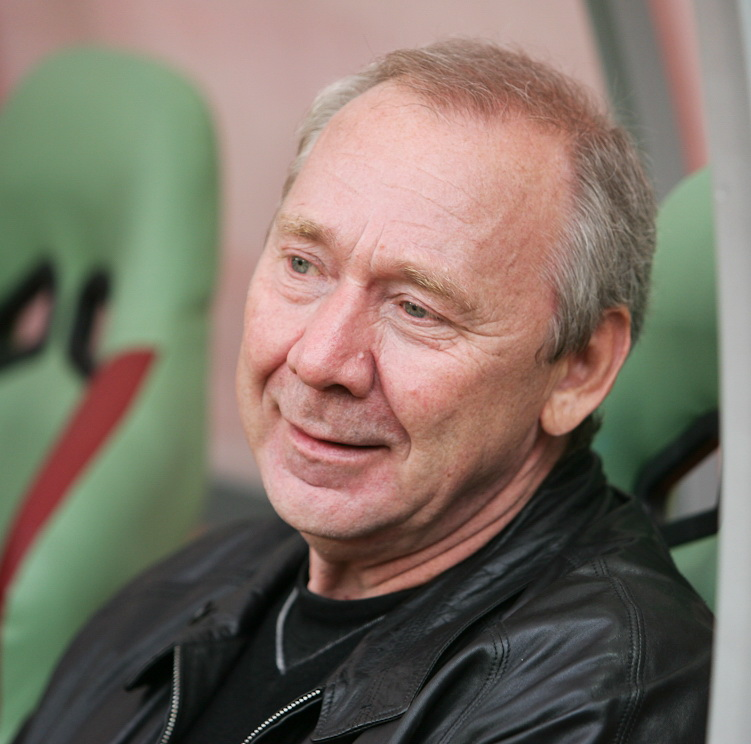
Oleg Romancev, alla guida della Russia dal 1994 al 1996 e dal 1998 al 2002

Dopo l'esonero di Sadyrin prese il timone della nazionale Oleg Romancev, che si affidò a giocatori già presenti al mondiale statunitense: Onopko, Mostovoi, Beschastnykh e Karpin. La Russia vinse il girone di qualificazione al campionato d'Europa 1996, comprendente anche Scozia, Grecia, Finlandia, San Marino, con otto vittorie e due pareggi in dieci partite. In Inghilterra fu sorteggiata nel girone C con Germania, Rep. Ceca e Italia. La squadra perse le prime due partite contro Italia (2-1) e Germania (3-0, con tre gol subiti nel secondo tempo), per poi raggiungere i cechi sul 3-3 nell'ultima partita, grazie a una prova di carattere, ma ciò non bastò ad evitare l'ultimo posto in classifica. Il raggruppamento era giustamente considerato uno dei più competitivi del torneo, tant'è che Germania e Repubblica Ceca furono le due finaliste della manifestazione.
Dal 1993 al 1997 la Russia fece parte delle prime venti posizioni della classifica mondiale della FIFA, raggiungendo anche il terzo posto nel 1996.
Dopo l'europeo inglese il ruolo di CT fu affidato a Boris Ignat'ev, che condusse la squadra ai play-off per la qualificazione al campionato del mondo 1998. La compagine russa, inserita nel raggruppamento con Bulgaria, Israele, Cipro e Lussemburgo, iniziò le qualificazioni con due vittorie contro Cipro e Lussemburgo e due pareggi contro Israele e ancora contro Cipro, cui fecero seguito le vittorie contro Lussemburgo e Israele. Persa la sfida in trasferta contro la Bulgaria, i russi batterono i bulgari per 4-2 in casa e ottennero il secondo posto. Il sorteggio mise di fronte Russia e Italia. Dopo l'1-1 di Mosca in una bufera di neve, l'1-0 per gli azzurri nel ritorno allo Stadio San Paolo di Napoli lasciò fuori la squadra di Romancev dalla fase finale del mondiale.
Romancev lasciò il ruolo di CT e fu rimpiazzato da Anatolij Byšovec, che richiamò alcuni calciatori esclusi dai precedenti commissari tecnici. La squadra iniziò molto male le qualificazioni al campionato d'Europa 2000, perdendo tre partite di fila, contro Ucraina, Francia (2-3) e Islanda (le altre avversarie del girone erano Armenia e Andorra). A farne le spese fu Byšovec', esonerato e sostituito dal rientrante Oleg Romancev, sotto la cui guida la Russia ottenne ben sei vittorie consecutive, tra cui lo storico successo per 3-2 del 5 giugno 1999 contro la Francia a Parigi. Nell'ultima partita delle qualificazioni, contro l'Ucraina, alla Russia sarebbe stata sufficiente una vittoria per vincere il girone e qualificarsi così direttamente per la fase finale del campionato europeo del 2000, in virtù della migliore differenza reti nei confronti della Francia, con cui gli scontri diretti erano in esatta parità. La Russia passò in vantaggio, ma un errore del portiere Aleksandr Filimonov nei minuti finali della partita su un innocuo cross di Andrij Ševčenko da posizione defilata consentì agli ucraini di pareggiare. La Russia chiuse il girone al terzo posto, fallendo per la seconda volta consecutiva la qualificazione ad un grande torneo.

#### Anni 2000
Oleg Romancev rimase in carica per le qualificazioni al campionato del mondo 2002, che la Russia chiuse al primo posto nel proprio raggruppamento, dopo sette vittorie, due pareggi e una sconfitta contro Slovenia, Jugoslavia, Svizzera, Fær Øer e Lussemburgo. Nella fase finale del mondiale, in Giappone e Corea del Sud, la Russia fu inserita nel gruppo H insieme con Belgio, Tunisia e Giappone. La formazione di Romancev si presentava in Asia con una rosa promettente, composta in parte da veterani e in parte da debuttanti. Nella prima partita vinse per 2-0 contro la Tunisia e nella seconda gara, contro i padroni di casa del Giappone, fu sconfitta per 1-0, fatto che causò le proteste dei tifosi radunatisi a Mosca per assistere all'incontro (due i morti). Il terzo match, quello contro il Belgio, iniziò con un gol di Johan Walem dopo sette minuti, cui rispose al 52° di gioco Egor Titov. Alla Russia sarebbe bastato il pareggio per qualificarsi agli ottavi di finale, ma a dodici minuti dalla fine una rete di Wesley Sonck portò il Belgio sul 2-1 e a otto dal termine Marc Wilmots realizzò il punto del 3-1. All'88º minuto la giovane promessa Dmitrij Syčëv segnò il gol del 3-2, che non salvò la Russia dall'eliminazione.

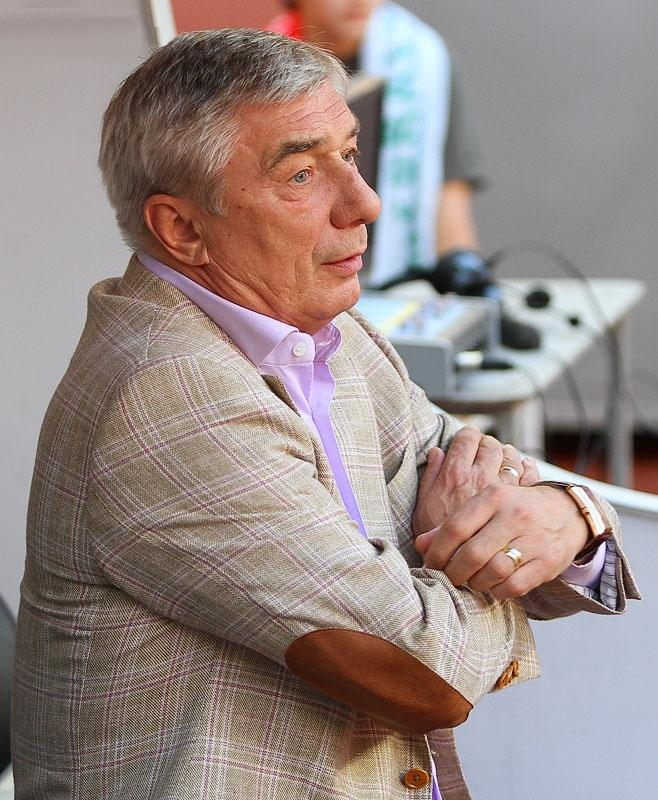
Georgij Jarcev, CT della Russia al

Romancev fu immediatamente esonerato e sostituito con Valerij Gazzaev, allenatore del CSKA Mosca. Sorteggiata in un difficile girone con Svizzera, Irlanda, Albania e Georgia, la Russia iniziò le eliminatorie del campionato d'Europa 2004 vincendo in casa contro Irlanda e Albania, ma perse le due successive trasferte in Albania e Georgia. Dopo il deludente pari contro la Svizzera a Basilea Gazzaev fu esonerato e rimpiazzato da Georgij Jarcev, che grazie alle vittorie interne contro Svizzera e Georgia riuscì a qualificare la Russia per il play-off contro il Galles. Dopo il pareggio a reti bianche a Mosca, la vittoria per 1-0 a Cardiff grazie ad un colpo di testa di Vadim Evseev consentì ai russi di accedere alla fase finale dell'europeo portoghese. La vittoria fu oscurata dalla positività di Egor Titov ad una sostanza illecita, il bromantan, episodio che costò al calciatore russo un'ammenda e una squalifica di un anno, comminate il 15 febbraio 2004. Titov fu così costretto a saltare l'europeo.
In Portogallo la squadra russa, priva degli infortunati Sergej Ignaševič e Victor Onopko, dovette affrontare la Spagna, la Grecia e il Portogallo. Come avvenuto al mondiale del 2002, la Russia, nel girone A, fu ancora una volta opposta ai padroni di casa (questa volta portoghesi). Alle sconfitte contro Spagna (1-0) e Portogallo (2-0) seguì, a eliminazione già maturata, una vittoria per 2-1 contro la Grecia (poi trionfatrice in finale) il 16 giugno, con reti di Dmitrij Kiričenko al secondo minuto (uno dei gol più veloci del torneo) e Dmitrij Bulykin al diciassettesimo. Anche in questo caso, come nel 1996, le due finaliste dell'europeo erano state avversarie Russia nel girone di prima fase.

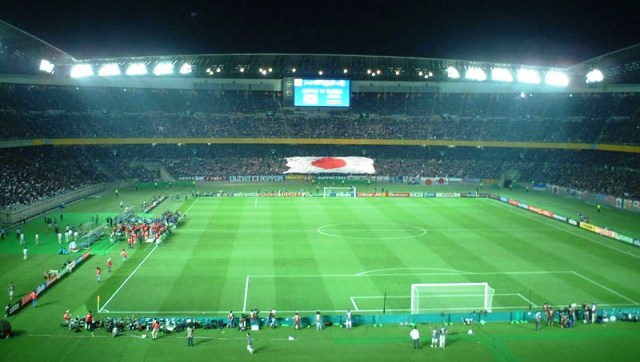
Pre-partita di -Russia del 2002

Per le qualificazioni al campionato del mondo 2006 fu raggruppata con Portogallo, Slovacchia, Estonia, Lettonia, Lussemburgo e Liechtenstein. La Russia cominciò con un pareggio a Mosca contro la Slovacchia (1-1) e una vittoria per 4-0 contro il Lussemburgo, ma poi fu battuta per 7-1 a Lisbona dal Portogallo, per quella che resta la peggiore sconfitta di sempre della Russia. Il Portogallo si insediò subito al primo posto del girone, con russi e slovacchi al seguito. Le vittorie contro Estonia e Liechtenstein parvero rimettere in carreggiata la Russia, che però si smarrì pareggiando per 1-1 a Tallinn contro l'Estonia, risultato che causò l'esonero di Jarcev. Il sostituto, Yuri Semin, risollevò inizialmente la squadra, conducendola alla vittoria interna contro la Lettonia (2-0), ma un nuovo pareggio (1-1) a Riga contro i lettoni rimise la classifica in discussione. Malgrado le vittorie contro Liechtenstein e Lussemburgo elo 0-0 interno contro il Portogallo, il 12 ottobre 2005 la Russia si presentò a Bratislava con il bisogno di vincere, ma lo 0-0 finale consentì alla Slovacchia di qualificarsi per i play-off per un solo punto, in virtù di una migliore differenza reti. In 12 partite la Russia totalizzò 23 punti, frutto di 6 vittorie, 5 pareggi e una sconfitta, la peggiore nella storia della nazionale russa (7-1 contro il Portogallo a Lisbona).

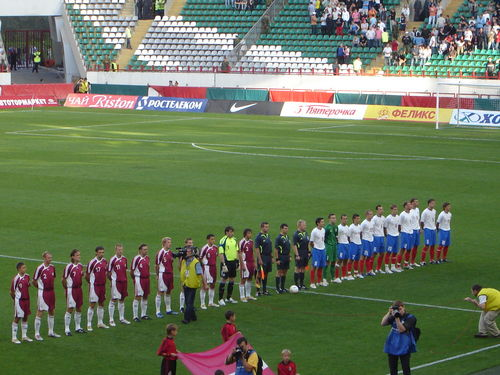
Russia e schierate per gli inni nel 2006

Dopo le dimissioni di Semin, nell'aprile 2006 fu chiamato ad allenare la Russia l'olandese Guus Hiddink. Con il nuovo commissario tecnico la squadra tornò a giocare un ruolo importante nel panorama calcistico europeo, mettendo in difficoltà l'Inghilterra nel proprio girone di qualificazione al campionato d'Europa 2008. Iniziate non brillantemente le qualificazioni, la squadra russa collezionò poi una serie di risultati positivi. Nella sfida contro gli inglesi in trasferta perse per 3-0, ma si impose per 2-1 nel ritorno a Mosca. Grazie a questo successo alla Russia sarebbe bastata una vittoria sul campo di Israele per qualificarsi a Euro 2008 a scapito dell'Inghilterra, ma gli israeliani ebbero la meglio (2-1). A quel punto gli inglesi avrebbero staccato il biglietto per la fase finale anche pareggiando in casa contro la già qualificata Croazia, ma quest'ultima riuscì ad imporsi sorprendentemente a Wembley per 3-2, consentendo così il sorpasso della Russia, che si qualificò per l'europeo del 2008 contro i favori del pronostico, eliminando i britannici in virtù dei tre punti ottenuti sul campo di Andorra (gol di Syčёv).
Alla fase finale dell'europeo 2008 la Russia di Hiddink impressionò favorevolmente, ottenendo il miglior piazzamento della sua storia nella Coppa d'Europa, e il migliore dopo il 1991. Debuttò con una sconfitta per 4-1 contro la Spagna, poi sconfisse per 1-0 la Grecia campione d'Europa uscente; nel terzo e decisivo incontro del girone batté per 2-0 la Svezia, qualificandosi ai quarti di finale. Qui eliminò i favoriti Paesi Bassi imponendosi per 3-1 ai tempi supplementari e accedendo così alla semifinale, dove fu nuovamente sconfitta dalla Spagna (0-3). Tra i giocatori russi furono elogiati dalla critica soprattutto Pavljučenko e Aršavin, che suscitarono l'interesse di importanti club europei.
Nelle qualificazioni al campionato del mondo del 2010 la Russia si classificò seconda nel proprio girone dietro la Germania, ma fallì la qualificazione perdendo, a Maribor, il ritorno dello spareggio decisivo contro la Slovenia, nonostante la vittoria per 2-1 dell'andata a Mosca.

#### Anni 2010

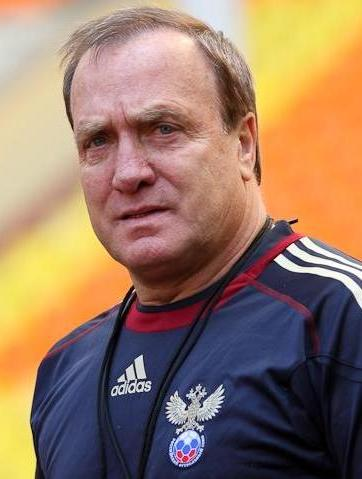
Dick Advocaat, CT della Russia a

Nel marzo 2010 l'olandese Dick Advocaat assunse l'incarico di commissario tecnico della Russia. I russi ottennero la qualificazione al campionato d'Europa 2012 chiudendo in testa il proprio girone e prima del torneo vinsero per 3-0 un'amichevole contro l'Italia, futura finalista del torneo, destando grandi aspettative. All'esordio nella fase finale batterono per 4-1 la Repubblica Ceca, per poi pareggiare per 1-1 il successivo incontro con la Polonia. Malgrado l'inizio favorevole nel girone, la sconfitta con la Grecia nell'ultima giornata impedì alla Russia di qualificarsi ai quarti di finale: gli ellenici - a parità di punti - avanzarono a scapito dei russi per la vittoria dello scontro diretto. Dopo l'europeo Advocaat fu sostituito da Fabio Capello.
L'ex CT dell'Inghilterra condusse la Russia alla qualificazione al campionato del mondo 2014 grazie al primo posto nel girone con Portogallo, Israele, Azerbaigian, Irlanda del Nord e Lussemburgo, con un bilancio di 7 vittorie, un pareggio e 2 sconfitte. La fase finale della competizione vide i russi uscire già al primo turno, dopo un pareggio per 1-1 contro la Corea del Sud, una sconfitta per 1-0 contro il Belgio e un altro pareggio per 1-1 contro l'Algeria (con gli africani che raggiunsero sul pari i russi, estromettendoli dal torneo e qualificandosi agli ottavi di finale a loro spese).
Inserita nel girone di Svezia, Montenegro, Moldavia e Liechtenstein, la Russia iniziò il suo cammino di qualificazione al campionato europeo 2016 battendo per 4-0 il Liechtenstein, ma poi collezionò solo due pareggi per 1-1 contro Svezia e Moldavia e una sconfitta per 1-0 contro l'Austria. Dopo aver vinto per 3-0 a tavolino contro il Montenegro, sanzionato perché i suoi sostenitori avevano lanciato oggetti in campo, la compagine russa perse ancora contro l'Austria. Due mesi dopo, il 14 luglio 2015, Capello si dimise. Il 7 agosto 2015 gli subentrò Leonid Sluckij, che continuò a ricoprire contemporaneamente il ruolo di allenatore del CSKA Mosca.

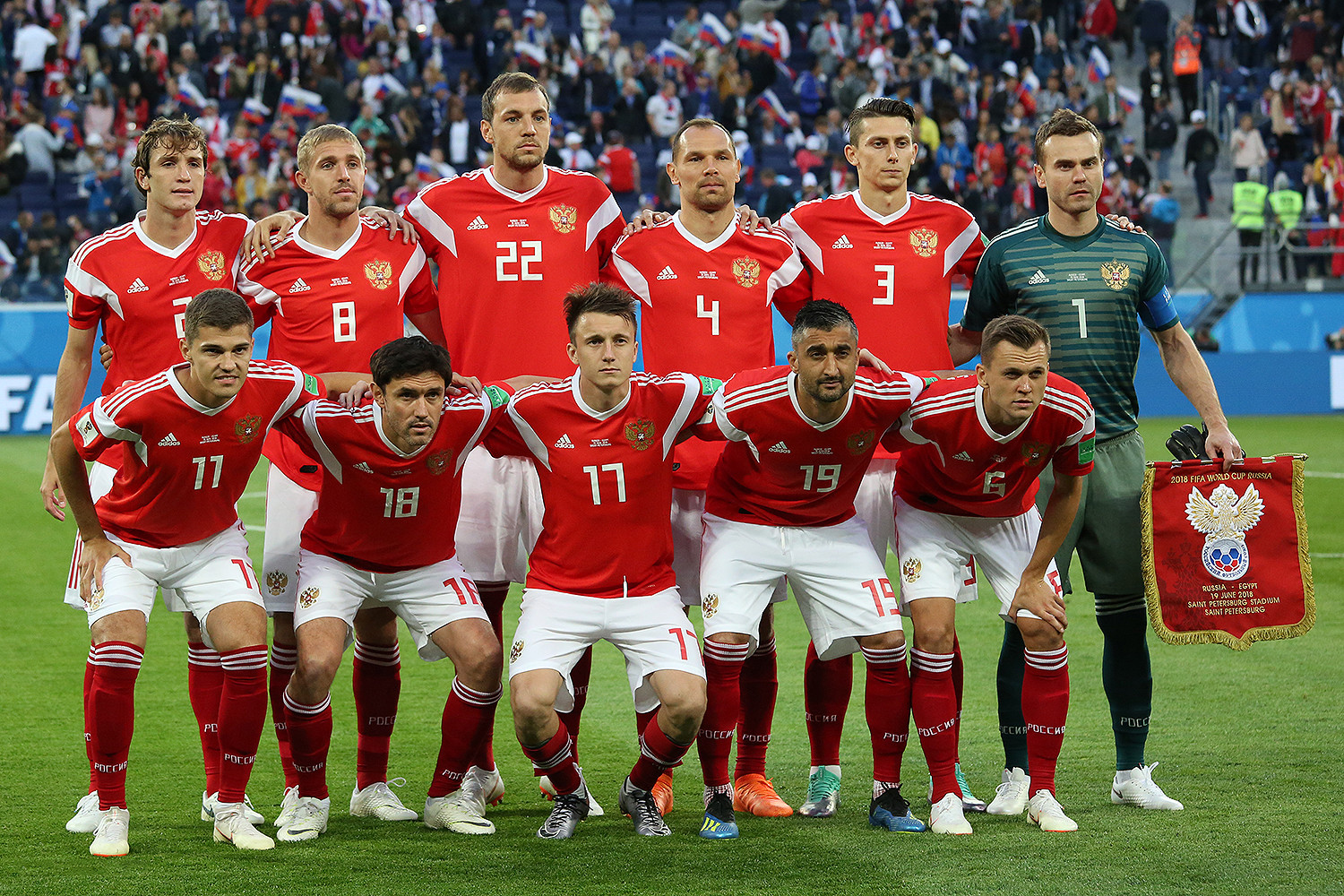
La formazione della Russia che il 19 giugno 2018 batté per 3-1 l' a San Pietroburgo in un incontro della fase a gironi del mondiale di.

Sotto la guida del nuovo tecnico la nazionale russa ribaltò una situazione che pareva compromessa. Vincendo le restanti partite contro Svezia, Liechtenstein, Moldavia e Montenegro terminò il girone al secondo posto dietro l'Austria e si qualificò alla fase finale del campionato europeo con un bilancio di 6 vittorie, 2 pareggi e 2 sconfitte.. Il cammino in Francia si interruppe subito. Sorteggiata nel girone B insieme a Galles, Slovenia e Inghilterra, la Russia fu eliminata al primo turno, finendo quarta in classifica con un solo punto ottenuto. Nelle tre partite giocate ottenne un pareggio per 1-1 con gli inglesi (segnando il gol del pari in extremis), ma subì due sconfitte contro gli slovacchi (2-1) e i gallesi (3-0). Al termine dell'ultima partita Sluckij rassegnò le proprie dimissioni.
L'11 agosto 2016 fu ingaggiato Stanislav Čerčesov, sotto la cui guida la squadra disputò, da nazionale paese ospitante, la Confederations Cup 2017. Malgrado il vittorioso debutto contro la Nuova Zelanda (2-0), i padroni di casa si arresero a Portogallo (0-1) e Messico (2-1), uscendo dunque al primo turno.
Il sorteggio del campionato del mondo 2018 vide la Russia padrona di casa affrontare nel gruppo A l'Arabia Saudita, l'Egitto e l'Uruguay. L'esordio fu molto positivo: la Russia sconfisse i sauditi per 5-0 stabilendo alcuni primati e il secondo scarto più ampio in una gara inaugurale della fase finale della Coppa del mondo. Nel secondo match batté per 3-1 l'Egitto e ottenne così la qualificazione al turno successivo per la prima volta dopo la dissoluzione dell'Unione Sovietica. Malgrado la sconfitta nell'ultimo incontro con l'Uruguay per 3-0, ebbe dunque accesso agli ottavi di finale, dove sovvertì i pronostici eliminando la quotata Spagna ai tiri di rigore (1-1 dopo i tempi supplementari). Nei quarti di finale la nazionale russa fu estromessa dal mondiale perdendo ai tiri di rigore per 4-3 contro la Croazia, dopo i tempi supplementari si erano chiusi con il risultato di 2-2. Grazie al buon mondiale disputato in casa la Russia scalò ventuno posizioni nella classifica mondiale della FIFA, portandosi al 49º posto nell'agosto 2018.
Inserita in un minigirone di Lega B della UEFA Nations League 2018-2019 con Svezia e Turchia, la Russia si piazzò seconda dietro agli svedesi (2 vittorie, un pareggio, una sconfitta), che ottennero lo stesso numero di punti dei russi (7), ma chiusero con il vantaggio negli scontri diretti.

#### Anni 2020
Qualificatasi al campionato d'Europa 2020 con otto vittorie e due sconfitte e il secondo posto nel girone eliminatorio vinto dal Belgio, la Russia fu inserita nel girone con Danimarca, Belgio e l'esordiente Finlandia. Chiuse con l'eliminazione al primo turno da ultima in classifica, avendo ottenuto una vittoria per 1-0 contro la Finlandia e subito due sconfitte per mano di Danimarca (4-1) e Belgio (3-0).
Nel raggruppamento di Lega B della UEFA Nations League 2020-2021 la Russia trovò Turchia, Serbia e Ungheria. Battendo serbi e ungheresi, salì al comando della classifica, per poi raccogliere 2 pari e 2 sconfitte nelle seguenti 4 partite, chiudendi così al secondo posto nel girone.
Nella fase eliminatoria del campionato del mondo 2022 la Russia iniziò bene, ma alla terza giornata fu sconfitta in trasferta dalla Slovacchia per 2-1. Pur avendo difeso il primo posto del girone nelle successive giornate, incappò in un'altra sconfitta di misura all'ultima giornata, sul campo della Croazia, che guadagnò la vetta della classifica e la qualificazione a Qatar 2022 a spese dei russi, mandando questi ultimi ai play-off di marzo, il cui sorteggio abbinò la nazionale di Karpin alla Polonia. Il 28 febbraio 2022, in seguito agli sviluppi della crisi russo-ucraina culminata con l'invasione dell'Ucraina da parte di unità militari russe, la FIFA e la UEFA annunciarono la sospensione di tutte le squadre di club russi da qualsiasi competizione internazionale e, contestualmente, l'esclusione della nazionale russa dagli spareggi per il mondiale.
Il 20 settembre 2022 l'UEFA escluse la nazionale russa dalle qualificazioni al campionato d'Europa 2024 e il 5 febbraio 2023 il bando fu esteso alle qualificazioni successive, come annunciato dal presidente dell'UEFA Aleksander Čeferin.
Dagli ultimi mesi del 2022 la nazionale russa disputa per lo più amichevoli con nazionali affiliate all'AFC, come Kirghizistan, Uzbekistan, Tagikistan, Iran, Iraq, Qatar, Vietnam, Brunei, Siria, con le eccezioni delle gare amichevoli giocate con Cuba e, in ambito europeo, con Serbia e Bielorussia.

## Colori e simboli

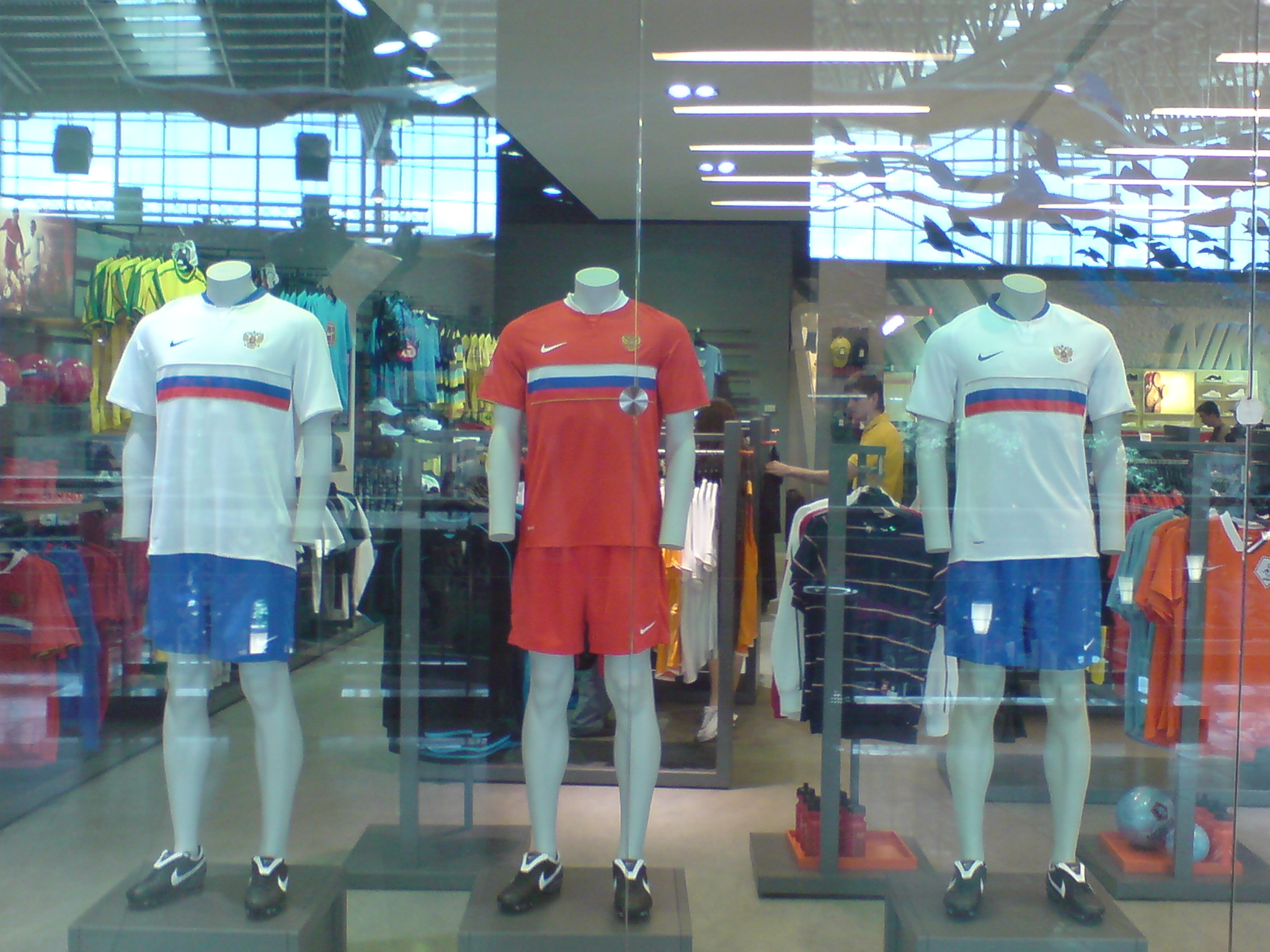
Le divise ufficiali russe del 2008

Dal 1992 la Russia gioca in casa coi colori della propria bandiera nazionale. Per molti anni ha vestito una maglia bianca, coordinata a seconda delle stagioni o da pantaloncini azzurri e calzettoni rossi, colori che richiamano nettamente la bandiera russa, o dal resto del completo totalmente bianco con decorazioni rosso-blu, con richiamo al vessillo meno marcato, ma comunque presente. La divisa da trasferta non è stata sempre uguale: a volte è stata completamente blu intenso o scuro con pantaloncini bianchi e calzettoni rossi, a volte al contrario, con divisa rossa, pantaloncini bianchi e calzettoni azzurri. Dal 2006 la prima maglia della Russia è di colore rosso.
Dal 2009 al 2018 ha vestito un completo interamente rosso con i dettagli oro, mentre la versione da trasferta della divisa era completamente bianca con i dettagli blu. Nel 2018 per la prima maglia si è tornati al rosso, con pantaloncini bianchi.
I calciatori russi portano da sempre sul petto l'aquila bicefala dello stemma russo, ma senza scudo. L'aquila è presente in forma stilizzata anche nello stemma della federazione calcistica russa, che tuttavia è stato utilizzato soltanto poche volte: altre volte l'aquila è stata inserita in scudi o cerchi, come nel caso attuale.

### Divise

#### Primo completo
| 1992 (primo incontro internazionale) | 1992 | 1993 | 1994-1995 | 1995 | 1996-1997 | 1996 (contro Cipro) | 1996 (contro Israele) | 1997 | 1998 |

| 1998—1999 | 2000—2002 | 2002-2003 | 2004-2005 | 2006—2007 | 2007 (contro Israele) | 2008 | 2008-2009 | 2009 | 2009—2010 |

| 2011 | 2012–2013 | 2014-2018 | 2018-2019 | 2019- |

#### Divise da trasferta
| 1993 (contro USA e Israele) | 1993 (contro Israele) | 1993 (contro Ungheria) | 1994 (contro Messico) | 1994-1995 | 1996-1997 | 1996 (contro Brasile) | 1997 (contro Bulgaria) | 1998—1999 | 1998 (contro Francia) |

| 2000—2002 | 2002-2003 | 2004-2005 | 2005 (contro Italia) | 2006-2007 (contro Lettonia e Olanda) | 2007 (contro Croazia) | 2008 | 2008 | 2009 | 2009-2010 |

| 2011 | 2012–2013 | 2014-2016 | 2016-2018 | 2018- | 2019- |

## Stadio
Dal 1972 la nazionale sovietica prima e russa poi, hanno giocato le gare casalinghe nel grande stadio nazionale Lužniki di Mosca, impianto già dedicato a Lenin e oggi così ribattezzato.
Lo stadio ha una capienza di 84.745, l'erba sintetica, e un ranking UEFA di cinque stelle, che lo piazzano tra i migliori impianti sportivi calcistici d'Europa e capace di ospitare una finale di Champions League, l'ultima volta nel 2008.

## Partecipazioni ai tornei internazionali
Dal 1917 al 1991 la Russia non aveva una propria nazionale in quanto lo stato russo era inglobato nell'Unione Sovietica. Esisteva, quindi, un'unica nazionale che rappresentava tutta l'Unione Sovietica. Dopo la dissoluzione dell'Unione Sovietica venne creata la Comunità degli Stati Indipendenti che rappresentava l'omonima confederazione di cui la Russia fa parte tuttora. Tale nazionale, però, partecipò solo al Campionato europeo di calcio 1992, dopodiché ogni nazione che aderiva alla CSI creò la propria nazionale. Prima del 1917 la nazionale russa ha rappresentato l'Impero russo.

Legenda: Grassetto: Risultato migliore, Corsivo: Mancate partecipazioni

## Statistiche dettagliate sui tornei internazionali

### Mondiali
| Anno | Luogo                          | Piazzamento      | V | N | P | Gol  |
| ---- | ------------------------------ | ---------------- | - | - | - | ---- |
| 1994 | Stati Uniti                    | Primo turno      | 1 | 0 | 2 | 7:6  |
| 1998 | Francia                        | Non qualificata  | - | - | - | -    |
| 2002 | Corea del Sud / Giappone       | Primo turno      | 1 | 0 | 2 | 4:4  |
| 2006 | Germania                       | Non qualificata  | - | - | - | -    |
| 2010 | Sudafrica                      | Non qualificata  | - | - | - | -    |
| 2014 | Brasile                        | Primo turno      | 0 | 2 | 1 | 2:3  |
| 2018 | Russia                         | Quarti di finale | 2 | 2 | 1 | 11:7 |
| 2022 | Qatar                          | Squalificata     | - | - | - | -    |
| 2026 | Canada / Messico / Stati Uniti | Squalificata     | - | - | - | -    |

### Europei
| Anno | Luogo                | Piazzamento     | V | N | P | Gol |
| ---- | -------------------- | --------------- | - | - | - | --- |
| 1996 | Inghilterra          | Primo turno     | 0 | 1 | 2 | 4:8 |
| 2000 | Belgio / Paesi Bassi | Non qualificata | - | - | - | -   |
| 2004 | Portogallo           | Primo turno     | 1 | 0 | 2 | 2:4 |
| 2008 | Austria / Svizzera   | Semifinali      | 3 | 0 | 2 | 7:8 |
| 2012 | Polonia / Ucraina    | Primo turno     | 1 | 1 | 1 | 5:3 |
| 2016 | Francia              | Primo turno     | 0 | 1 | 2 | 2:6 |
| 2020 | Europa               | Primo turno     | 1 | 0 | 2 | 2:7 |
| 2024 | Germania             | Squalificata    | - | - | - | -   |

### Confederations Cup
| Anno | Luogo                    | Piazzamento     | V | N | P | Gol |
| ---- | ------------------------ | --------------- | - | - | - | --- |
| 1995 | Arabia Saudita           | Non invitata    | - | - | - | -   |
| 1997 | Arabia Saudita           | Non qualificata | - | - | - | -   |
| 1999 | Messico                  | Non qualificata | - | - | - | -   |
| 2001 | Corea del Sud / Giappone | Non qualificata | - | - | - | -   |
| 2003 | Francia                  | Non qualificata | - | - | - | -   |
| 2005 | Germania                 | Non qualificata | - | - | - | -   |
| 2009 | Sudafrica                | Non qualificata | - | - | - | -   |
| 2013 | Brasile                  | Non qualificata | - | - | - | -   |
| 2017 | Russia                   | Primo turno     | 1 | 0 | 2 | 3:3 |

### Nations League
| Anno      | Luogo       | Piazzamento   | V | N | P | Gol  |
| --------- | ----------- | ------------- | - | - | - | ---- |
| 2018-2019 | Portogallo  | 5° in Lega B  | 2 | 1 | 1 | 4:3  |
| 2020-2021 | Italia      | 8° in Lega B  | 2 | 2 | 2 | 9:12 |
| 2022-2023 | Paesi Bassi | 16° in Lega B | 0 | 0 | 0 | 0:0  |
| 2024-2025 | Germania    | Squalificata  | - | - | - | -    |

### Olimpiadi
| Anno | Luogo     | Piazzamento      | V | N | P | Gol  |
| ---- | --------- | ---------------- | - | - | - | ---- |
| 1912 | Stoccolma | Quarti di finale | 0 | 0 | 2 | 1:18 |

## Tutte le rose

### Mondiali
Coppa del Mondo FIFA 19941 Čerčesov, 2 Kuznecov, 3 Harlukovič, 4 Galjamin, 5 Nykyforov, 6 Ternavskij, 7 Pjatnickij, 8 Popov, 9 Salenko, 10 Karpin, 11 Besčastnych, 12 Tetradze, 13 Borodjuk, 14 Korneev, 15 Radčenko, 16 Charin, 17 Cymbalar', 18 Onopko, 19 Mostovoj, 20 Ledjachov, 21 Chlestov, 22 Juran, CT: Sadyrin
Coppa del Mondo FIFA 20021 Nigmatullin, 2 Kovtun, 3 Nykyforov, 4 Smertin, 5 Solomatin, 6 Semšov, 7 Onopko, 8 Karpin, 9 Titov, 10 Mostovoj, 11 Besčastnych, 12 Čerčesov, 13 Daev, 14 Čugajnov, 15 Aleničev, 16 Keržakov, 17 Semak, 18 Sennikov, 19 Pimenov, 20 Izmajlov, 21 Chochlov, 22 Syčëv, 23 Filimonov, CT: Romancev
Coppa del Mondo FIFA 20141 Akinfeev, 2 Kozlov, 3 Ščennikov, 4 Ignaševič, 5 Semënov, 6 Kanunnikov, 7 Denisov, 8 Glušakov, 9 Kokorin, 10 Dzagoev, 11 Keržakov, 12 Lodygin, 13 Granat, 14 Berezuckij, 15 Mogilevec, 16 Ryžikov, 17 Šatov, 18 Žirkov, 19 Samedov, 20 Fajzulin, 21 Ionov, 22 Eščenko, 23 Kombarov, CT: Capello
Coppa del Mondo FIFA 20181 Akinfeev, 2 Fernandes, 3 Kutepov, 4 Ignaševič, 5 Semënov, 6 Čeryšev, 7 Kuzjaev, 8 Gazinskij, 9 Dzagoev, 10 Smolov, 11 Zobnin, 12 Lunëv, 13 Kudrjašov, 14 Granat, 15 Al. Mirančuk, 16 An. Mirančuk, 17 Golovin, 18 Žirkov, 19 Samedov, 20 Gabulov, 21 Erochin, 22 Dzjuba, 23 Smol'nikov, CT: Čerčesov

### Europei di calcio
Campionato d'Europa UEFA 19961 Charin, 2 Tetradze, 3 Nykyforov, 4 Cymbalar', 5 Kovtun, 6 Karpin, 7 Onopko, 8 Kančel'skis, 9 Kolyvanov, 10 Mostovoj, 11 Kir'jakov, 12 Čerčesov, 13 Bušmanov, 14 Dobrovol'skij, 15 Šalimov, 16 Simutenkov, 17 Besčastnych, 18 Janovskij, 19 Radimov, 20 Harlukovič, 21 Chochlov, 22 Ovčinnikov, CT: Romancev
Campionato d’Europa UEFA 20041 Ovčinnikov, 2 Radimov, 3 Syčëv, 4 Smertin, 5 Karjaka, 6 Semšov, 7 Izmajlov, 8 Gusev, 9 Bulykin, 10 Mostovoj, 11 Keržakov, 12 Malafeev, 13 Šaronov, 14 Anjukov, 15 Aleničev, 16 Evseev, 17 Sennikov, 18 Kiričenko, 19 Bystrov, 20 Los'kov, 21 Bugaev, 22 Aldonin, 23 Akinfeev, CT: Jarcev
Campionato d'Europa UEFA 20081 Akinfeev, 2 V. Berezuckij, 3 Janbaev, 4 Ignaševič, 5 A. Berezuckij, 6 Adamov, 7 Torbinskij, 8 Kolodin, 9 Saenko, 10 Aršavin, 11 Semak, 12 Gabulov, 13 Ivanov, 14 Širokov, 15 Biljaletdinov, 16 Malafeev, 17 Zyrjanov, 18 Žirkov, 19 Pavljučenko, 20 Semšov, 21 Syčëv, 22 Anjukov, 23 Bystrov, CT: Hiddink
Campionato d'Europa UEFA 20121 Akinfeev, 2 Anjukov, 3 Šaronov, 4 Ignaševič, 5 Žirkov, 6 Širokov, 7 Denisov, 8 Zyrjanov, 9 Izmajlov, 10 Aršavin, 11 Keržakov, 12 Berezuckij, 13 Šunin, 14 Pavljučenko, 15 Kombarov, 16 Malafeev, 17 Dzagoev, 18 Kokorin, 19 Granat, 20 Pogrebnjak, 21 Nababkin, 22 Glušakov, 23 Semšov, CT: Advocaat
Campionato d'Europa UEFA 20161 Akinfeev, 2 Šiškin, 3 Smol'nikov, 4 Ignaševič, 5 Neustädter, 6 A. Berezuckij, 7 Jusupov, 8 Glušakov, 9 Kokorin, 10 Smolov, 11 Mamaev, 12 Lodygin, 13 Golovin, 14 V. Berezuckij, 15 Širokov, 16 Guilherme, 17 Šatov, 18 Ivanov, 19 Samedov, 20 Torbinskij, 21 Ščennikov, 22 Dzjuba, 23 Kombarov, CT: Sluckij
Campionato d'Europa UEFA 20201 Šunin, 2 Fernandes, 3 Diveev, 4 Karavaev, 5 Semënov, 6 Čeryšev, 7 Ozdoev, 8 Barinov, 9 Sobolev, 10 Zabolotnyj, 11 Zobnin, 12 Djupin, 13 Kudrjašov, 14 Džikija, 15 Mirančuk, 16 Safonov, 17 Golovin, 18 Žirkov, 19 Žemaletdinov, 20 Ionov, 21 Fomin, 22 Dzjuba, 23 Kuzjaev, 24 Evgen'ev, 25 Makarov, 26 Muchin, CT: Čerčesov

### Confederations Cup
FIFA Confederations Cup 20171 Akinfeev, 2 Smol'nikov, 3 Šiškin, 4 Gazinskij, 5 Vasin, 6 Džikija, 7 Poloz, 8 Glušakov, 9 Smolov, 10 Kambolov, 11 Bucharov, 12 Gabulov, 13 Kudrjašov, 14 Kutepov, 15 Mirančuk, 16 Guilherme, 17 Golovin, 18 Žirkov, 19 Samedov, 20 Kanunnikov, 21 Erochin, 22 Tarasov, 23 Kombarov, CT: Čerčesov

### Giochi olimpici
Calcio ai Giochi Olimpici Estivi 1912P Borejša, P Favorskij, D Markov, D Rimša, D Sokolov, C Akimov, C Chromov, C Jakovlev, C Kynin, C Uverskij, C Vlasenko, A Butusov, A A. Filippov, A S. Filippov, A Nikitin, A L. Smirnov, A M. Smirnov, A Teravajn, A Žitarev, CT: Duperron - Ful'da

## Rosa attuale
Lista dei giocatori convocati per l'amichevole contro la Bielorussia del 7 giugno 2024.
Presenze e reti aggiornate al termine della gara.
|  | P | Matvej Safonov        | 25 febbraio 1999  | 14 | 0 | Paris Saint-Germain    |  |  |
|  | P | Andrey Lunyov         | 13 novembre 1991  | 7  | 0 | Qarabağ                |  |  |
|  | P | Ilya Lantratov        | 11 novembre 1995  | 1  | 0 | Lokomotiv Mosca        |  |  |
|  | P | Aleksandr Maksimenko  | 19 marzo 1998     | 1  | 0 | Spartak Mosca          |  |  |
|  |   |                       |                   |    |   |                        |  |  |
|  | D | Igor' Diveev          | 27 settembre 1999 | 15 | 1 | CSKA Mosca             |  |  |
|  | D | Maksim Osipenko       | 16 maggio 1994    | 11 | 1 | Rostov                 |  |  |
|  | D | Aleksandr Siljanov    | 17 febbraio 2001  | 8  | 1 | Lokomotiv Mosca        |  |  |
|  | D | Daniil Chlusevič      | 26 febbraio 2001  | 6  | 0 | Spartak Mosca          |  |  |
|  | D | Aleksandr Soldatenkov | 28 dicembre 1996  | 5  | 1 | Kryl'ja Sovetov Samara |  |  |
|  | D | Jurij Gorškov         | 13 marzo 1999     | 3  | 0 | Kryl'ja Sovetov Samara |  |  |
|  | D | Nikita Černov         | 14 gennaio 1996   | 2  | 0 | Spartak Mosca          |  |  |
|  | D | Evgenij Morozov       | 14 febbraio 2001  | 2  | 0 | Lokomotiv Mosca        |  |  |
|  | D | Il'ja Vachanija       | 14 gennaio 2001   | 1  | 0 | Rostov                 |  |  |
|  |   |                       |                   |    |   |                        |  |  |
|  | C | Daler Kuzyayev        | 15 gennaio 1993   | 50 | 2 | Le Havre               |  |  |
|  | C | Aleksei Miranchuk     | 17 ottobre 1995   | 45 | 7 | Atlanta United         |  |  |
|  | C | Anton Miranchuk       | 17 ottobre 1995   | 29 | 7 | Lokomotiv Mosca        |  |  |
|  | C | Danil Glebov          | 3 novembre 1999   | 12 | 0 | Rostov                 |  |  |
|  | C | Ivan Oblyakov         | 5 luglio 1998     | 10 | 3 | CSKA Mosca             |  |  |
|  | C | Arsen Zakharyan       | 26 maggio 2003    | 8  | 0 | Real Sociedad          |  |  |
|  | C | Danil Prutsev         | 25 marzo 2000     | 3  | 1 | Spartak Mosca          |  |  |
|  | C | Aleksandr Černikov    | 1º febbraio 2000  | 1  | 0 | Krasnodar              |  |  |
|  | C | Artëm Karpukas        | 13 giugno 2002    | 2  | 0 | Lokomotiv Mosca        |  |  |
|  | C | Lechi Sadulayev       | 8 gennaio 2000    | 2  | 0 | Achmat Groznyj         |  |  |
|  | C | Kirill Ščetinin       | 17 gennaio 2002   | 0  | 0 | Rostov                 |  |  |
|  |   |                       |                   |    |   |                        |  |  |
|  | A | Fyodor Chalov         | 10 aprile 1998    | 8  | 3 | CSKA Mosca             |  |  |
|  | A | Konstantin Tjukavin   | 22 giugno 2002    | 5  | 1 | Dinamo Mosca           |  |  |
|  | A | Ivan Sergeev          | 11 maggio 1995    | 3  | 1 | Zenit San Pietroburgo  |  |  |

## Record individuali
Dati aggiornati al 27 marzo 2025.
In grassetto i giocatori ancora in attività con la nazionale.

### Record di presenze

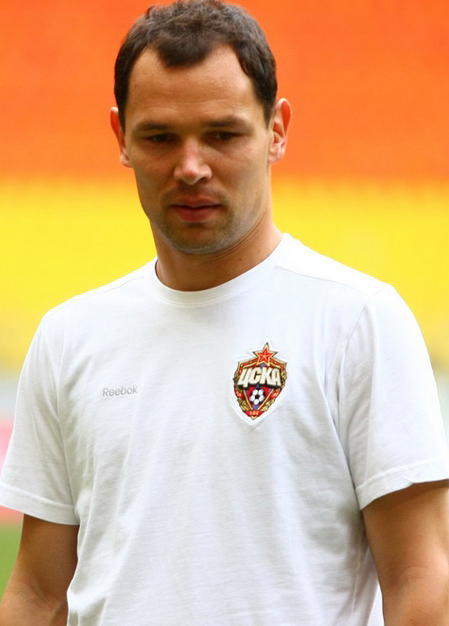
Sergei Ignashevich, primatista di presenze con la Russia

| Pos. | Giocatore             | Presenze | Reti | Periodo   |
| ---- | --------------------- | -------- | ---- | --------- |
| 1    | Sergej Ignaševič      | 127      | 8    | 2002-2018 |
| 2    | Igor' Akinfeev        | 111      | 0    | 2004-2018 |
| 3    | Viktor Onopko         | 109      | 7    | 1992-2004 |
| 4    | Jurij Žirkov          | 105      | 2    | 2005-2021 |
| 5    | Vasili Berezutskiy    | 101      | 5    | 2003-2016 |
| 6    | Aleksandr Keržakov    | 92       | 31   | 2002-2016 |
| 7    | Aleksandr Anjukov     | 77       | 1    | 2004-2013 |
| 8    | Andrey Arshavin       | 75       | 17   | 2002-2012 |
| 9    | Valeri Karpin         | 72       | 17   | 1992-2003 |
| 10   | Vladimir Beschastnykh | 71       | 26   | 1992-2003 |

### Record di reti

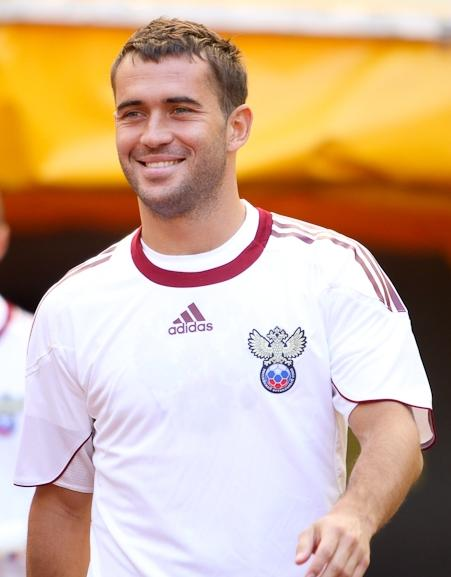
Aleksandr Kerzhakov, primatista di reti con la Russia

| Pos. | Giocatore             | Reti | Presenze | Periodo   |
| ---- | --------------------- | ---- | -------- | --------- |
| 1    | Artëm Dzjuba          | 31   | 55       | 2011-     |
| 1    | Aleksandr Keržakov    | 31   | 92       | 2002-2016 |
| 3    | Vladimir Beschastnykh | 26   | 71       | 1992-2003 |
| 4    | Roman Pavlyuchenko    | 21   | 51       | 2003-2012 |
| 5    | Valeri Karpin         | 17   | 72       | 1992-2003 |
| 5    | Andrey Arshavin       | 17   | 75       | 2002-2012 |
| 7    | Fyodor Smolov         | 16   | 45       | 2012-2021 |
| 8    | Dmitrij Syčëv         | 15   | 47       | 2002-2010 |
| 9    | Roman Širokov         | 13   | 57       | 2008-2016 |
| 10   | Denis Čeryšev         | 12   | 33       | 2011-2021 |
| 10   | Igor Kolyvanov        | 12   | 35       | 1992-1998 |
| 10   | Aleksandr Kokorin     | 12   | 48       | 2011-2018 |

## Allenatori

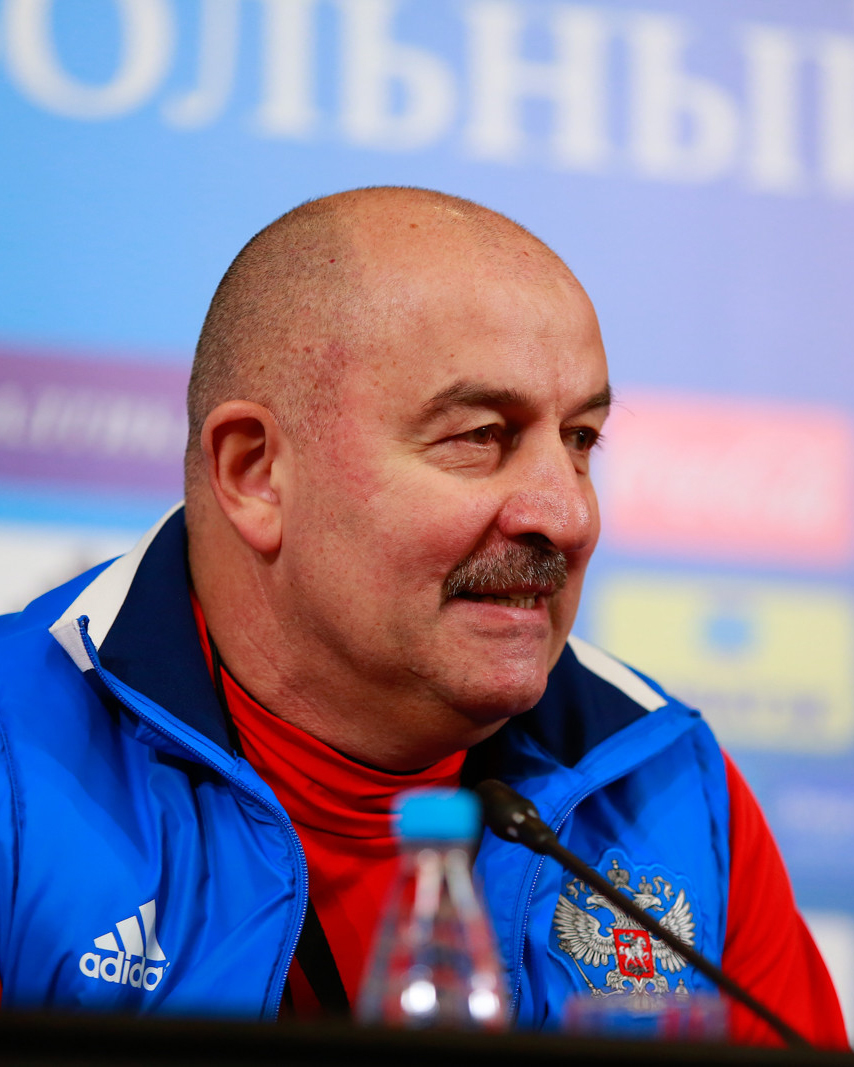
Stanislav Čerčesov, in carica dal 2016 al 2021, è il commissario tecnico con più panchine alla guida della nazionale russa (110)

- Pavel Sadyrin (1992–1994)
- Oleg Romancev (1994–1996)
- Boris Ignat'ev (1996–1998)
- Anatolij Byšovec (1998)
- Oleg Romancev (1998–2002)
- Valerij Gazzaev (2002–2003)
- Georgij Jarcev (2003–2005)
- Jurij Sëmin (2005)
- Aleksandr Borodjuk (2006)
- Guus Hiddink (2006-2010)
- Dick Advocaat (2010-2012)
- Fabio Capello (2012-2015)
- Leonid Sluckij (2015-2016)
- Stanislav Čerčesov (2016-2021)
- Valerij Karpin (2021-)